# Biskopssten
Der Biskopssten (auch Biskopsten; deutsch „Bischofsstein“) auf dem Friedhof (schwedisch kyrkogård) von Tomtberga, nordöstlich von Huddinge in der schwedischen Provinz Stockholms län und der historischen Provinz Södermanland in Schweden ist ein Findling (schwed. Flyttblock oder Jättekast), der während der Eiszeit hierher verlagert wurde. Er wurde zum Naturdenkmal erklärt.
Der Findling misst etwa 7,0 mal 4,0 Meter und ist etwa 3,5 Meter hoch mit einer Spitze nach oben.
In der Nähe stand bis in die 1800er Jahre die Hütte eines Küsters. Das Haus wurde „Biskopbacken“ genannt und sein letzter Bewohner war der Küster Anders Persson (geb. 1736). Ob der Bischofsstein nach der Hütte benannt wurde oder umgekehrt, ist nicht bekannt. Der konische Block erinnert auch an eine Bischofsmütze.
Der Runenstein Klemenskersten 7 bei Klemensker auf Bornholm trägt den Beinamen „Biskopssten“. Bishopsten ist eine Schäre der Gemeinde Vårdö der Åland-Inseln in Finnland.